# Аль-Баттани
Абу Абдулла́х Муха́ммад ибн Джаби́р ибн Синан ар-Ракки аль-Харрани ас-Саби аль-Батта́ни (араб. أبو عبد الله محمد بن جابر بن سنان الحراني الصابي البتاني‎, Харран, 858 — Самарра, 929) — средневековый арабский астроном и математик. В средневековой Европе был известен под латинизированным именем Альбатений (лат. Albategnius).
Аль-Баттани провёл в Ракке и Дамаске между 877 и 919 годами множество астрономических наблюдений, составив по их результатам «Сабейский зидж» (араб. الزيج الصابئ‎). Точнее, чем Птолемей, определил наклон эклиптики к экватору — 23°35′41″, и предварения равноденствий — 54,5″ за год, или 1° за 66 лет. В математической части зиджа аль-Баттани описал методы вычисления сферических треугольников, развитые в дальнейшем другими математиками стран ислама.
Аль-Баттани написал также «Трактат об азимуте киблы», «Трактат о расстояниях до небесных светил» и ряд астрологических сочинений.
Аль-Баттани также удалось вычислить солнечный год, причем его данные почти полностью совпадают с современными (с погрешностью всего в 24 секунды).
«Зидж» аль-Баттани был переведён на латынь Платоном из Тиволи в 1116 году. Он оказал большое влияние на европейскую астрономию, вплоть до Георга Пурбаха, Региомонтана и Николая Коперника.
В честь аль-Баттани назван кратер аль-Баттани на Луне.